# Brigada de Investigaciones Policiales Especiales
La Brigada de Investigaciones Policiales Especiales de la Policía de Investigaciones de Chile (PDI) fue creada el año 1994 con la fusión de la Brigada Investigadora de Organizaciones Criminales (BIOC) y el Grupo de Operaciones Táctico (GOT). 
Su misión está circunscrita en la investigación de los delitos de secuestro, extorsión, terrorismo, amenazas a autoridades del Estado, usurpación de funciones públicas, delitos contra la seguridad del Estado y los delitos contemplados en la Ley Nº 17.798 sobre Control de Armas y Explosivos. Asimismo, le corresponde la intervención como especialistas en negociación en situaciones de alta complejidad  denominadas "Incidentes Críticos Policiales", es decir, toma de rehenes, motines, sujetos parapetados, sujeto suicida entre otros.